# RAPEX
RAPEX, nell'ambito della legislazione dell'Unione Europea, è il sistema di allerta rapido adottato dall'Unione europea per i prodotti di consumo pericolosi, grazie al quale le autorità nazionali degli Stati membri dell'Unione Europea notificano alla Commissione europea i prodotti (ad eccezione degli alimenti, farmaci e presidi medici) e servizi che rappresentano un rischio grave per la salute e la sicurezza dei consumatori.
L'acronimo deriva dall'inglese RAPid EXchange of information system (sistema di scambio rapido di informazioni). È stato istituito dalla Direttiva 2001/95/CE del Parlamento europeo e del Consiglio del 3 dicembre 2001, recepita in Italia dal decreto legislativo n. 172/ 2004 poi inglobato nel cosiddetto Codice del Consumo (dlgs. 6 settembre 2005 n.206), in base alla quale i prodotti immessi sul mercato dell'Unione europea devono essere conformi ai requisiti di sicurezza definiti dalla direttiva stessa. Quando si accerta la pericolosità di un prodotto (ad esempio abbigliamento, calzature, cosmetici, gioielli, giocattoli, elettrodomestici, ecc.), l'autorità nazionale competente prende gli opportuni provvedimenti per eliminare il pericolo. Può ritirare il prodotto dal mercato, bloccarne l'importazione, richiamarlo se è già arrivato ai consumatori o lanciare un avvertimento.
La Commissione europea (Direzione generale salute e tutela dei consumatori) viene informata dei rischi che presenta e dei provvedimenti adottati dall'autorità dello Stato membro in cui si è verificato l'evento per prevenire rischi e incidenti.
La Commissione redige un rapporto settimanale con tutte le notifiche pervenute che sono pubblicate on-line ed accessibili al pubblico.

## Sistemi analoghi
In Arabia Saudita, la Organizzazione saudita per gli standard, la metrologia e la qualità gestisce un sistema analogo al RAPEX, denominato RASID.